# Unione economica (impero tedesco)
L'Unione economica (in tedesco Wirtschaftliche Vereinigung) fu un gruppo di partiti antisemiti e contadini nel Reichstag dell'Impero tedesco.

## Storia
Dopo le elezioni del Reichstag nel 1903 il parlamentare del Reichstag Max Liebermann von Sonnenberg fondò l'Unione economica come un gruppo parlamentare che unisse gli eletti del Partito sociale tedesco (DSP) e del Partito sociale cristiano (CSP), nonché della Lega dei contadini (BdL) e della Lega dei contadini bavaresi (BB). Il gruppo si espresse a favore di tarigge speciali sulle merci inglesi al fine di proteggere la competitività delle aziende tedesche, minacciate da un'ondata di fallimenti. Il loro obiettivo era di tutelare l'agricoltura con elevate tariffe protettive contro il crollo dei prezzi sul mercato agricolo globalizzato. Dalle elezioni del Reichstag nel 1907 l'Unione economica incluse anche deputati di destra che si erano esplicitamente presentati come candidati del gruppo nel corso della campagna elettorale.
Il gruppo parlamentare fu solitamente visto, nell'Impero, come una raccolta di forze antisemite.

## I gruppi parlamentari dell'Unione Economica al Reichstag

### XI legislatura (1903-1907)
Dopo le elezioni del Reichstag del 1903, dodici parlamentari aderirono inizialmente al gruppo dell'Unione Economica nel Reichstag:
- Wilhelm Lattmann (DSP, circoscrizione di Kassel)
- Max Liebermann von Sonnenberg (DSP, collegio elettorale Fritzlar)
- Ludwig zu Reventlow (DSP, circoscrizione Hofgeismar)
- Georg Burckhardt (CSP, circoscrizione di Dillenburg)
- Adolf Stoecker (CSP, circoscrizione di Siegen)
- Heinrich Stauffer (BdL, circoscrizione Homburg)
- Friedrich Vogt (BdL, circoscrizione di Crailsheim)
- Wilhelm Vogt (BdL, circoscrizione di Hall)
- Theodor Wolff (BdL, collegio elettorale Heilbronn)
- Benedikt Bachmeier (BB, circoscrizione di Pfarrkirchen)
- Leonhard Hilpert (BB, circoscrizione Rothenburg)
- Matthäus Mittermeier (BB, circoscrizione di Straubing)

### XII legislatura (1907-1912)
Dopo le elezioni del Reichstag del 1907, il gruppo dell'Unione Economica ebbe la sua massima forza con 19 membri:
- Karl Böhme (DSP, circoscrizione di Marburgo)
- Walther Graef (DSP, circoscrizione Weimar)
- Richard Herzog (DSP, collegio elettorale di Hofgeismar)
- Philipp Köhler (DSP, circoscrizione di Gießen)
- Wilhelm Lattmann (DSP, circoscrizione di Kassel)
- Max Liebermann von Sonnenberg (DSP, collegio elettorale Fritzlar)
- Friedrich Raab (DSP, circoscrizione elettorale di Eschwege)
- Franz Behrens (CSP, collegio elettorale di Wetzlar)
- Georg Burckhardt (CSP, circoscrizione di Dillenburg)
- Adolf Stoecker (CSP, circoscrizione di Siegen)
- Jonathan Roth (BdL, circoscrizione di Böblingen)
- Heinrich Stauffer (BdL, circoscrizione Homburg)
- Friedrich Vogt (BdL, circoscrizione di Crailsheim)
- Wilhelm Vogt (BdL, circoscrizione di Hall)
- Kurd von Damm (collegio elettorale di Holzminden)
- Otto Hanisch (circoscrizione di Pirna)
- Viktor Kölle (circoscrizione di Goslar)
- Carl Rieseberg (circoscrizione di Wanzleben)
- Wilhelm Schack (circoscrizione elettorale di Eisenach)

### XIII legislatura (1912-1918)
Dopo le elezioni del Reichstag del 1912, il gruppo parlamentare dell'Unione Economica si ridusse a otto parlamentari:
- Richard Herzog (DSP, collegio elettorale di Hofgeismar)
- Johann Rupp (DSP, circoscrizione di Marburg)
- Franz Behrens (CSP, collegio elettorale di Wetzlar)
- Georg Burckhardt (CSP, circoscrizione di Dillenburg)
- Reinhard Mumm (CSP, circoscrizione di Siegen)
- Karl Gebhart (BdL, circoscrizione Homburg)
- Georg Vietmeyer (circoscrizione elettorale di Waldeck)
- Ferdinand Werner (circoscrizione di Giessen)